# Teorie Gaia

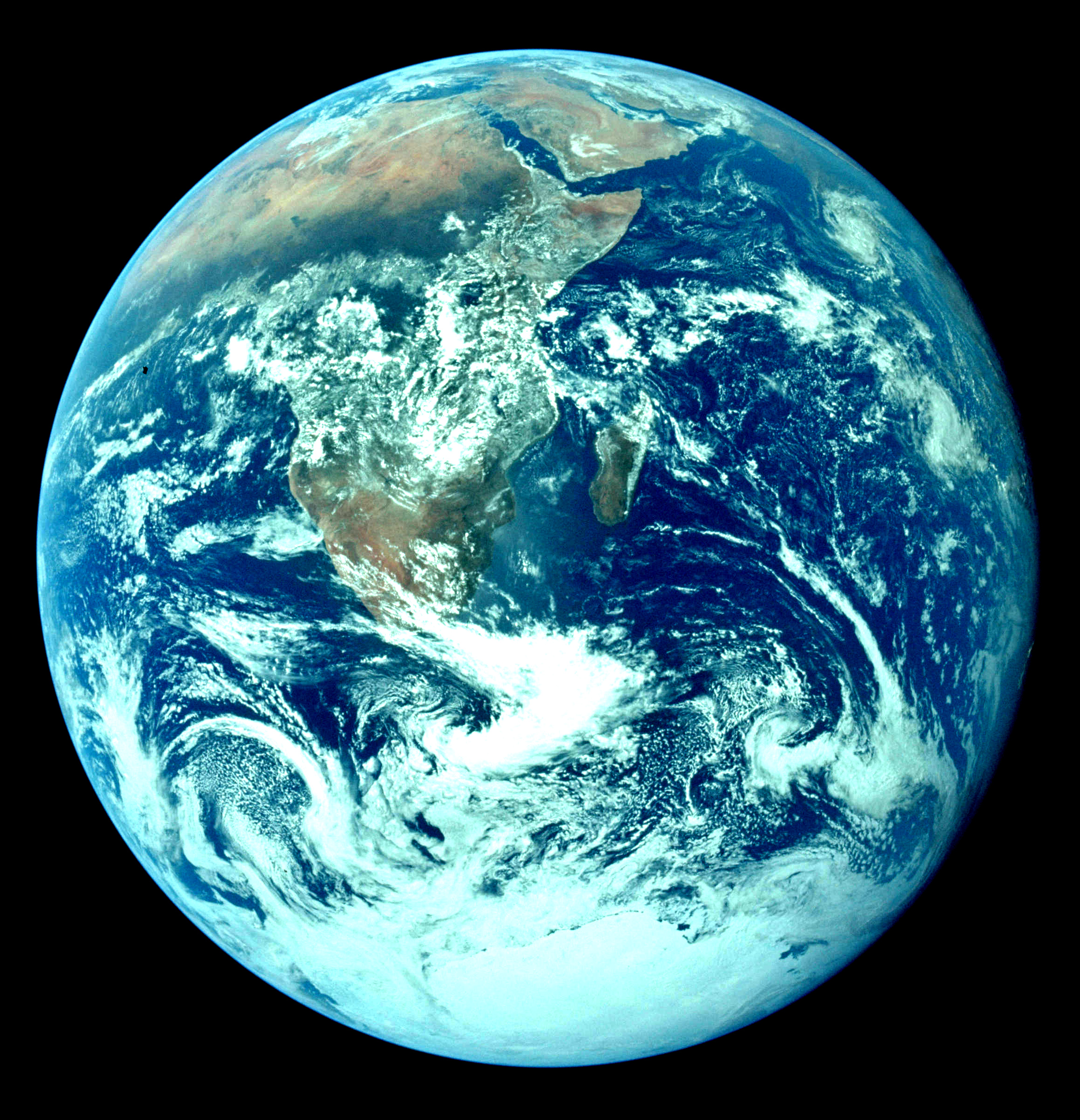
Život na Zemi se v teorii Gaia chápe jako obrovský samoregulující se systém

Teorie Gaii, nebo též Hypotéza Gaia (nebo také Gaea), je vědecký model předpokládající, že Země je superorganismus, který je schopný autoregulace pomocí organismů, žijících na zemi. S touto teorií poprvé přišel v 60. letech 20. století vědec, klimatolog a chemik James Lovelock a pojmenoval ji (na podnět Williama Goldinga) podle řecké bohyně Gaii.
Teorie není obecně přijata a její odpůrci ji často označují za spekulaci, která má blíž k mytologii, filosofii a náboženství, než k exaktní vědě. Lovelock se brání tím, že s náboženstvím tuto teorii nikdy propojovat nechtěl a litoval i zvoleného názvu, který příliš svádí k jisté mytologizaci. Pokoušel se proto prosadit její přejmenování na geofyziologii, ale tento alternativní název nebyl přijat. V podobném duchu naopak přišel v roce 2009 Peter Ward s protihypotézou Médeia předpokládající sklony živých organismů ke kolektivnímu sebezničení.

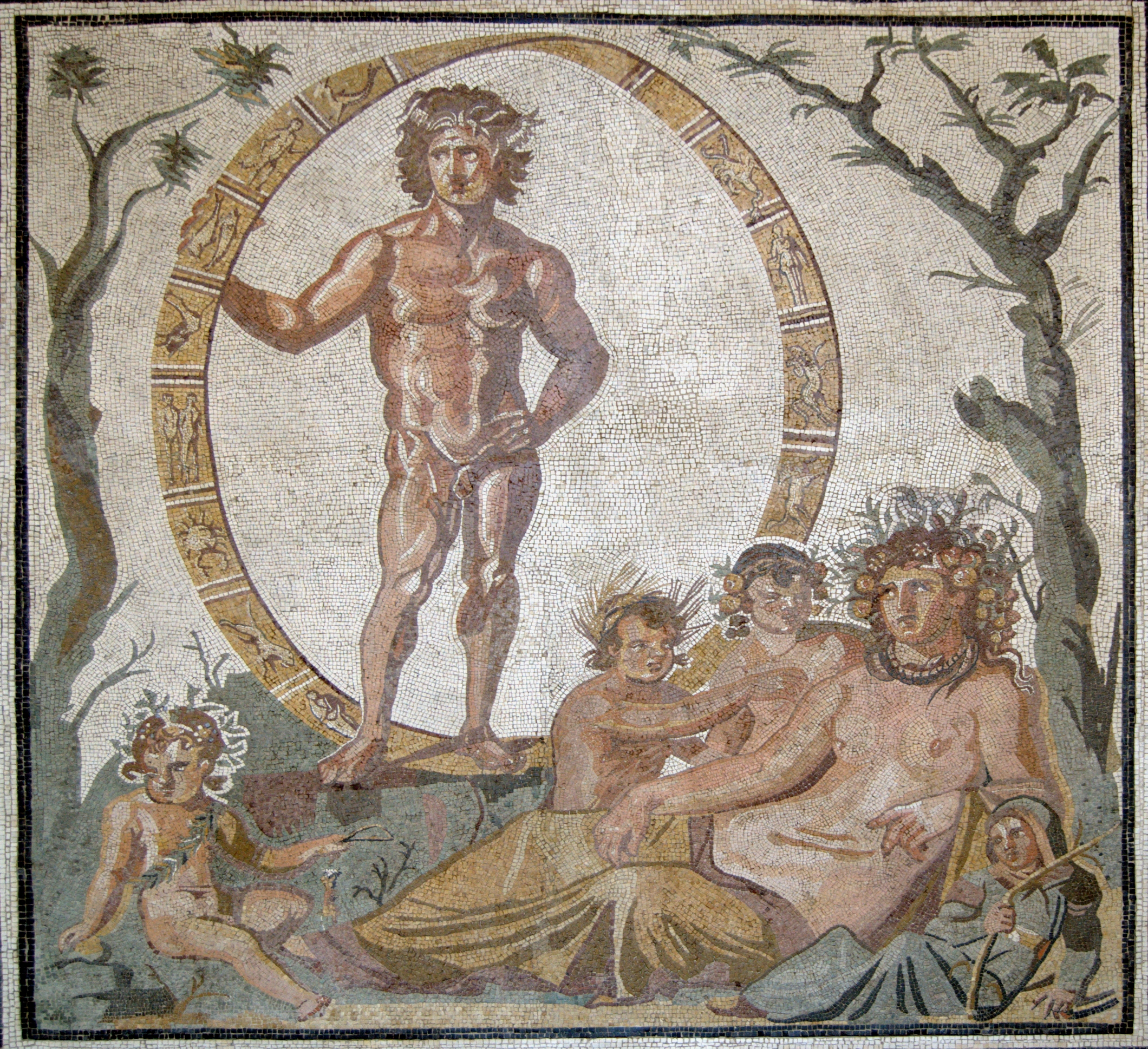
Tellus, římská bohyně ztotožněná s Gaiou, s čtyřmi dětmi, pravděpodobně ročními obdobími, ve společnosti Aióna-Úrana, synkretická mozaika z italského města Sentinum, přibližně 200–250 n. l., mnichovské muzeum Glyptothek

## Charakteristika
Planeta Země je v teorii chápána jako souvislý superorganismus. Autoři zkoumali vlastnosti živých systémů, jako je stav vzdálený od (termodynamické) rovnováhy či přítomnost cyklů, kterými v metabolismu proudí hmota a energie. Tyto cykly jsou vlastně zpětnovazebnými smyčkami, které udržují systém ve stabilním stavu vzdáleném od rovnováhy a jsou společné všem živým organismům. Podobné cykly nalezli i na Zemi, kde propojují jak živou, tak neživou přírodu. Z tohoto implikují, že Země tedy utváří sama sebe a život sám udržuje zeměkouli životem obyvatelnou. To je jakoby v rozporu s běžným názorem, že život se přizpůsobil planetárním podmínkám, když se život i tyto podmínky vyvíjely samostatným způsobem. Lovelock říká, že život si sám udržuje své prostředí, že má do jisté míry schopnost homeostáze. Nezpochybňuje se zde ovšem zásadní role planetární regulace.
Podle této teorie sice splňuje Gaia některé ze znaků živoucího organismu, ale jde jen o analogii. Gaia je např. schopna recyklovat uvnitř sebe odpady (na rozdíl od živých organismů). Gaia, tak jak byla Lovelockem formulována, nevyžaduje vědomí, jež by nějak nastavovalo parametry prostředí na Zemi, nejde tu o osobnost s vůlí, ale soubor samoregulujících se procesů. Jde o model planetárního života, ve kterém lidé nehrají nejdůležitější roli.
Soubor filosofických teorií a hnutí, které nalezly v této vědecké teorii inspiraci, má významnou úlohu při formulaci postojů environmentálních skupin.

## Argumenty pro a proti
Hlavním argumentem podporujícím tento koncept je velká stabilita pozemského klimatu během posledních čtyř miliard let, kdy se nikdy nevychýlila z podmínek nutných pro uchování života. Ty jsou poměrně přísné: teplota kupříkladu nesmí vystoupit z úzkého pásu 300 ± 30 K.[zdroj?] Taková stabilita nasvědčuje tomu, že si život podmínky sám udržoval.
Podpůrné náznaky je možné hledat v přírodě. Známým příkladem je třeba role dimetylsulfidu při vznikání deště: tuto sloučeninu vytvářejí některé mořské bakterie pro udržení snesitelného osmotického tlaku na svých membránách. Když zahynou, dostává se do atmosféry a tam její molekuly fungují jako významná kondenzační jádra pro páru: vznikají mraky a déšť, který může spláchnout ze země do moře další živiny nebo změnit teplotu vody.[zdroj?]
Biolog Jaroslav Flegr se ve své monografii Evoluční biologie vyjádřil i k hypotéze Gaia. Silnou variantu, tedy pohled na Zemi jako superorganismus, odmítá jako nepravděpodobnou. Uvádí, že jeden izolovaný superorganizmus by nebyl vystaven selekčním tlakům, které by vedly k tomu, že se nějakým způsobem zvýhodní existence účelných homeostatických mechanizmů. Dále poukazuje na to, že takový systém by byl nestabilní, protože by byly zvýhodněny organizmy na homeostáze se nepodílející. Díky tomu by se takoví "parazité" mohli více množit a nakonec by vytlačili "altruisticky" se chovající organizmy, tedy vlastní nositele homeostázy. Flegr sám pokládá tuto variantu dokonce za poněkud nebezpečnou, protože může svádět k představě, že ekosystém se s lidskými zásahy může dříve či později vyrovnat. Slabou variantu, tedy předpoklad, že geologické a biologické cykly jsou navzájem silně a úzce propojeny, čili že živé organizmy významným způsobem ovlivňují vlastnosti Země, pokládá naopak za hypotézu, v jejíž prospěch hovoří řada exaktních dat.
Mezi kritiky patří například John Maynard Smith (jde o náboženství), Stephen Jay Gould (jen metafora), Richard Dawkins (odporuje evoluci).

## Svět sedmikrásek
Simulaci sedmikráskového světa vymyslel opět Lovelock. Život na této planetě je udržování správným poměrem mezi černými (které světlo a teplo přijímají a tudíž svět oteplují) a bílými (světlo odrážejí a planetu ochlazují).

## Kulturní odkazy
- Final Fantasy – herní série
- Final Fantasy: Esence života – počítačový 3D film volně navazující na motivy stejnojmenné hry
- Isaac Asimov: Nadace a Země – román ze známé série Nadace